# Computer Kontakt
Die Zeitschrift Computer Kontakt (CK) war eine Computerzeitschrift mit dem Schwerpunkt „Heimcomputer“. Sie erschien Mitte 1984 unter den Verlegern Werner Rätz und Thomas Eberle im Verlag Rätz-Eberle aus Bretten, Deutschland.
Im Unterschied zu anderen Heften dieser Zeit wie der 64’er wurden die Trends in mehreren Computerreihen wie VC-20, C-64, Atari, Sinclair (-Spectrum) und Schneider CPC vorgestellt.  Durch die vielen Beiträge der Autoren Peter Finzel und Thomas Tausend zum Atari wurde die Computer Kontakt meist als Atari-Heft wahrgenommen. Später schärfte sich das Profil auf die Computer Atari, Sinclair und Texas Instruments TI 99/4A.
Von 1984 bis zur Ausgabe Dez./Jan. 1985/86 erschien das Heft zunächst monatlich, nach Schwinden der Nachfrage nach „gemischten“ Magazinen erschien die CK alle zwei Monate. Die Computerzeitschrift wurde im Jahr 1988 mit der Ausgabe 2–3 nach 24 Ausgaben eingestellt. Die Atari-Nutzer wurden mit dem ATARImagazin aus gleichem Hause weiter betreut.